# Otto-Günter Lonhard
Otto-Günter Lonhard (* 7. März 1933 in Blaubeuren; † 4. Dezember 2020 in Essen) war ein deutscher Jurist und schwäbischer Heimatforscher.

## Leben und Wirken
Nach dem Studium der Rechtswissenschaften an der Universität Tübingen, wo er Mitglied der Turnerschaft Hohenstaufia Tübingen wurde, nach erster (1955) und zweiter Staatsprüfung (1960), der Promotion zum Dr. jur. (1958), der Referendarausbildung und einer Tätigkeit als Anwaltsassessor trat er 1960 in die Innenverwaltung des Landes Baden-Württemberg ein. Stationen seiner Tätigkeit waren die Landratsämter Bruchsal, Buchen und Heilbronn, das Verwaltungsgericht Sigmaringen und die Landesanwaltschaft beim Verwaltungsgericht Karlsruhe. 1965 wurde er zum Innenministerium versetzt, wo er auf verschiedenen Dienstposten verwendet wurde, u. a. als Referatsleiter in der Kommunalabteilung und in der Abteilung für öffentliche Sicherheit und Ordnung. Am 1. April 1978 wurde er an den Rechnungshof Baden-Württemberg berufen, wo er als Rechnungshofdirektor für die Prüfung der Universitäten und Hochschulen zuständig war. Jeweils mit Zustimmung des Landtags ernannte ihn der Ministerpräsident am 1. Mai 1981 zum Vizepräsidenten und am 1. September 1991 als Nachfolger von Otto Rundel zum Präsidenten des Rechnungshofs Baden-Württemberg. 1998 trat er in den Ruhestand.
Schon im Vorfeld der deutschen Wiedervereinigung, aber insbesondere ab Sommer 1990 engagierte sich Lonhard beim Aufbau des sächsischen Rechnungshofs. Ab 1991 war er Vorsitzender des Landespersonalausschusses; er war Mitglied der baden-württembergischen Regierungskommissionen zur Durchführung der Verwaltungsreform und zur Haushaltsstruktur sowie (1993) Obmann der vom Landtag eingesetzten Diätenkommission. Ab 1993 gehört er dem Verwaltungskuratorium der württembergischen Verwaltungs- und Wirtschaftsakademie in Stuttgart sowie dem Kuratorium der Fachhochschule Pforzheim an. Vier Jahre lang war er Kirchenältester der Lukaspfarrei und Mitglied des Gesamtkirchengemeinderats Pforzheim.
1989 begründete Lonhard die Schriftenreihe „Finanzkontrolle in Baden-Württemberg, Beiträge zur Geschichte, Aufgaben und Arbeit der Rechnungsprüfungsbehörden“, in der bisher (1998) vier Bände erschienen sind. In Band 2 legte er 1992 in dem richtungsweisenden Beitrag „Rechnungshof 2000“ die Grundzüge einer modernen Finanzkontrolle fest, der er sich als Präsident verpflichtet fühlte und die er umsetzte. Die Organisation des Rechnungshofs wurde den Bedürfnissen einer modernen Finanzkontrolle angepasst, wirtschaftswissenschaftlicher Sachverstand in den Rechnungshof hereingeholt, die 16 Vorprüfungsstellen aufgelöst und dafür vier, dem Rechnungshof unmittelbar nachgeordnete Rechnungsprüfungsämter geschaffen. Neben seiner beruflichen Tätigkeit widmete sich Dr. Lonhard seit seiner Jugend der landes-, heimat- und familiengeschichtlichen Forschung. Dies hat ihren Niederschlag in einer Vielzahl von Vorträgen, Aufsätzen und Publikationen gefunden.
Lonhard starb am 4. Dezember 2020 in Essen. Er wurde anonym beerdigt. Seinem Wunsch gemäß sollte es zu seinem Tod keinerlei Nachrufe bzw. Todesanzeigen geben.

## Ehrungen
- 1984 Bundesverdienstkreuz am Bande
- 1988 Bundesverdienstkreuz 1. Klasse
- 2012 2. Preis beim 31. Landespreis für Heimatforschung

## Publikationen

### Geschichtliche Veröffentlichungen
- Das Kloster Blaubeuren im Mittelalter, Rechts- und Wirtschaftsgeschichte einer schwäbischen Benediktinerabtei Veröffentlichungen der Kommission für geschichtliche Landeskunde in Baden-Württemberg, Reihe B, Bd. 25, 1963
- Stadtkirche und Pfarrei Blaubeuren bis zur Reformation Stadtkirche Blaubeuren 1966, S. 21
- Aus Blaubeurens Vergangenheit Blaubeuren 700 Jahre Stadt, 1967, S. 9
- Die Gründung der Stadt Blaubeuren Schwäbische Heimat, 1967, S. 226
- Das Spital zum Heiligen Geist in Blaubeuren Ulm und Oberschwaben 39 (1970) S. 26
- Genealogische Quellen des 16. Jahrhunderts Blätter für württembergische Kirchengeschichte 1978, S. 187
- Seißen im Mittelalter, 900 Jahre Seißen. Beiträge zur Heimatkunde eines Altdorfs, 1985, W. A. Ruopp und O. Strübel (Hrsg.); S. 25 Seißen im Mittelalter; S. 36 Die alten Seißener Familien
- Die Bürgerschaft der Stadt Blaubeuren (1457–1650) in Blaubeuren, die Entwicklung einer Siedlung in Südwestdeutschland, 1986, S. 447
- 900 Jahre Kloster Blaubeuren Blätter des Schwäbischen Albvereins, 1985, 91 (1985), S. 111
- 900 Jahre Kloster Blaubeuren, Kritische Überlegungen zur Gründungsgeschichte (1080–1125) Zeitschrift für Württembergische Landesgeschichte 46 (1987), S. 368
- in Finanzkontrolle in Baden-Württemberg hg. Vom Rechnungshof Baden-Württemberg, Karlsruhe 1987: S. 5 Rechnungsprüfung in Württemberg (Lonhard/Knoerzer); S. 61 Die Rechnungsprüfungsbehörden in Baden und Württemberg (1945–1952) ; S. 111 Der Rechnungshof Baden-Württemberg
- in 900 Jahre Gerhausen, hg. von der Stadt Blaubeuren, 1992: S. 43 Gerhausen im Mittelalter; S. 247 Die Hausgrundstücke in Gerhausen und ihre Inhaber
- Die Bauerngüter in Asch und ihre Inhaber (1457–1661) SWDB Bd. 19 (1988), S. 157
- Die Bauerngüter in Bühlenhausen und ihre Inhaber (1457–1686) SWDB Bd. 19 (1989), S. 289
- Spuren eines Dorfes Sonderbuch 1294–1994, hg. Ortschaftsrat Sonderbuch, 1994, S. 84 Die Bauerngüter in Sonderbuch und ihre Inhaber
- Die Autenrieth in Berghülen in Festschrift für Werner Gebhardt, hg. Christoph Fromm u. Bernd Autenrieth, Stuttgart 1995, S. 55.
- Die Musterungslisten der Stadt Reutlingen Südwestdeutsche Quellen zur Familien- u. Wappenkunde, Stuttgart, 1997.
- Württembergische Familienstiftung 148. Heller-Stiftung, 2000, hg.v. Verein für Familien- u. Wappenkunde in Württemberg u. Baden
- Berghülen, 900 Jahre lebendige Geschichte einer Gemeinde hg. von der Gemeinde Berghülen, 2000: S. 53 Geschichte; S. 60 Die Güter in Berghülen u. ihre Inhaber (1457–1686); S. 93 Bühlenhausen im Mittelalter; S. 95 Die Güter in Bühlenhausen u. ihre Inhaber (1457–1686)
- Blaubeurer Regesten Regesten zur Geschichte der Stadt Blaubeuren und der Stadtteile Gerhausen u. Weiler, 1130–1650, 2000
- Blaubeurer Regesten Band 2, Regesten zur Geschichte des Klosters Blaubeuren und seiner Besitzungen, 1085–1536, 2001
- Familienbuch der Stadt Blaubeuren im Selbstverlag des Verfassers:
  - Bd. 1 (Kernstadt) 2004;
  - Bd. 2 (Gerhausen, Weiler) 2006;
  - Bd. 3 (Seißen/Wennenden) 2007;
  - Bd. 4 (Hochsträßorte) 2009;
  - Bd. 5 (Asch/Sonderbuch) (Lonhard/Burkhard) 2011
- Blaubeurer Häuserbuch 1459–1820 im Selbstverlag des Verfassers, 2005.
- Die Türkensteuerlisten der Stadt Reutlingen Bd. 4 der Quellen zur Familien- u. Wappenkunde, 2009.
- Die Oberratsprotokolle als familiengeschichtliche Quelle SWDB Band 28, S. 30
- Familiengeschichtliche Veröffentlichungen in der Zeitschrift Genealogie, hg. vom Verlag Degener u. Co.:
  - Die Blaubeurer Uttenrieth 1965, S. 561
  - Blaubeurer Bürgerrechtsentscheidungen 1610/1645 1966, S. 389
  - Die Familie Megenhart in Blaubeuren 1968, S. 331
  - Schreiber, Lorcher, Raminger 1971, S. 709; 1973, S. 439
  - Bock/Megenhart, Kritische Anmerkungen zur Ahnenliste der Fürstin von Monaco 1976, S. 224
  - Die ältere Familie Lang in Blaubeuren 1976, S. 2
- Familiengeschichtliche Veröffentlichungen in den Südwestdeutsche Blättern für Familien- und Wappenkunde in Baden-Württemberg (SWDB): 
  - Ergänzungen zu den Ahnentafeln Wilhelm Hauff, Eduard Möricke, Max Planck Bd. 12 (1966) S. 80
  - Das Ende einer Legende oder die ältesten Autenrieth in Asch Bd. 12 (1968) S. 204
  - Die Autenrieth in der Klostergrundherrschaft Blaubeuren Bd. 13 (1969) S. 3 (Nachdruck in Festschrift 100 Jahre Familienverband Autenrieth, 2000, S. 125)
  - Die Hochstetter in Seißen Bd. 13 (1971) S. 253
  - Die jüngere Familie Lang in Blaubeuren Bd. 13 (1972) S. 3
  - Mayer in Cannstatt, Backnang, Beilstein und Marbach Bd. 15 (1976) S. 154
  - Blaubeurer Vermögens-statistik 1545 Bd. 15 (1978) S. 468
  - Die Blaubeurer Mann Bd. 16 (1979) S. 7
  - Die Blaubeurer Hagmayer Bd. 16 (1979) S. 181; (1980) S. 208
  - Kammerrat Johann Peyrlin Bd. 16 (1979) S. 157
  - Die Baumeister in Blaubeuren Bd. 16 (1980) S. 389
  - Die Knoll aus Blaubeuren Bd. 16 (1980) S. 305
  - Die Blaubeurer Eschenmayer Bd. 16 (1981) S. 525
  - Das Gerichtsbuch von Berghülen 1573 Bd. 16 (1981) S. 439
  - Die Forstmeister Jakob Koch, Vater und Sohn Bd. 17 (1982) S. 173
  - Unfried in Bietigheim, Sigloch in Markgröningen Bd. 17 (1982) S. 52
  - Die Deschler aus Asch Bd. 17 (1983) S. 210
  - Die Kienlin in Magstadt Bd. 17 (1984) S. 461
  - Vom Adel zum Bürgertum, Die Familie Werenwag Bd. 18 (1985) S. 61
  - Die Einwohner von Treffensbuch im 15. und 16. Jahrhundert Bd. 18 (1986) S. 343
  - Ochsenbach und Klemm in Reutlingen Bd. 23 S. 326
  - Die Familie Volland und ihre Verbindungen zu Entzlin, Dreher u. Lyher Bd. 23 S. 368
  - Ergänzungen und Berichtigungen zur Familie Volland in Markgröningen Bd. 23 S. 408
  - Das Testament des Conrad Essich Bd. 23 S. 441
  - Die ersten Voith im Raum Heidenheim Bd. 24 S. 426
  - Agnes Bayer geb. Vautt und ihre Familie, Neues zur Genealogie Vaut I Bd. 24 S. 441
  - Die neue Pfründ in Zuffenhausen und ihre Stifterfamilie, Neues zur Genealogie Vautt II Bd. 24 S. 485
  - Die Vaut in Zuffenhausen im 15. Jahrhundert, Neues zur Genealogie Vautt III Bd. 24 S. 517
  - Johann Bidenbach, Familie und Vorfahren Bd. 30 (2013)